# 外家拳
外家拳，為中國武術中的流派之一，其概念相对于内家拳。内家以太極拳，形意拳，八卦掌三門為代表，此外的拳种统称为外家拳。外家拳则以少林拳、长拳等为人所熟知。现存最早记述内家拳与外家拳的名称概念、历史源流、风格特点的文献为明末清初黄宗羲的《王征南墓志铭》

## 拳法概念
《王征南墓志铭》：“少林以拳勇名天下。然主於搏人。人亦得以乘之。有所谓内家者。以静制动。犯者应手即仆。故别少林为外家。”

### 概念区分
现今对内外家拳的区分仍有一些争议，但其区分大体有以下几个共识：
- 先天力与后天力

外家拳较注重以局部肌肉伸缩发力，其作用的力量大小多与肌肉力量、体格有关，因其有一定的先天影响，故称先天力。内家拳较为注重整体发力，通过对身体重心及肌肉伸缩的整体控制、对外部力量的引导、对发力和力作用的时机的把握，达到聚力攻击、反击的效果，此多与后天训练有关。
- 体形

外家拳拳手多肌肉发达，棱角分明，健美，挺胸塌腰，刚猛迅捷。内家拳拳手则较少前者，体型较为匀称，肌肉多不外显边棱呈放松状。
- 先发制人与后发制人

先发制人以外家拳较为常见，注重以我方主观判断为准，多练有连环招法以求在攻击过程中占据主动。内家拳则常有虚实招法以供进退，根据对手的应对、招式和劲力等决定我方的招式和发力方法。

- 训练方法

训练方法上，内外家有不少共同之处。但外家拳训练偏重于肌肉力量的训练，考核指标多与实物相关。内家拳则多会有以试力、听力等方式训练对力的敏感度同时检验发力效果的考核。